# 紀の川東インターチェンジ
紀の川東インターチェンジ（きのかわひがしインターチェンジ）は、和歌山県紀の川市にある京奈和自動車道（紀北東道路）のインターチェンジである。仮称は「粉河・那賀インターチェンジ」（こかわ・ながインターチェンジ）であった。

## 歴史

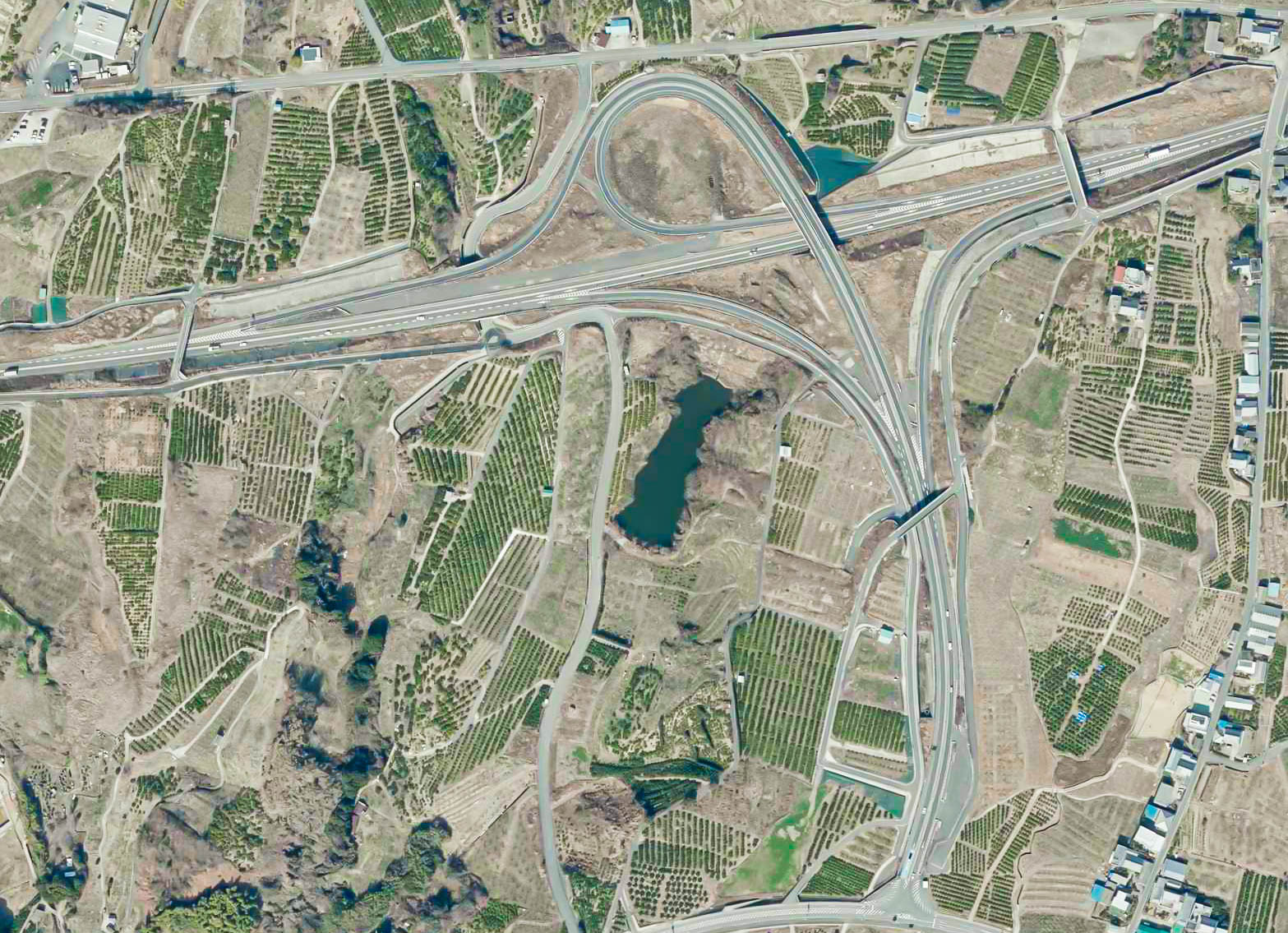
紀の川東ICの空中写真（2022年）

- 2013年（平成25年）10月17日 : IC名称を「粉河・那賀IC」から「紀の川東IC」に正式決定[1]。
- 2014年（平成26年）3月30日 : 紀北かつらぎIC - 紀の川IC間開通に伴い供用開始[2]。

## 周辺
- 粉河寺 （西国三十三所）
- 粉河駅 （JR和歌山線）

## 接続する道路
- 和歌山県道122号西川原粉河線

## 料金所
無料区間のため設置されていない。

## 隣
E24 京奈和自動車道（紀北東道路）
(17)かつらぎ西IC/PA - (18)紀の川東IC - (19)紀の川IC

## 関連記事
- 日本のインターチェンジ一覧 か行